# Look (plaats)
Look is een buurtschap in de gemeente Rijssen-Holten in de Nederlandse provincie Overijssel. Het ligt in het midden van de gemeente en twee kilometer ten oosten van Holten, richting Borkeld. Het werd in ieder geval al in de 18e eeuw beschreven toen het één buurtschap vormde met Borkeld.